# اس/۲۰۰۴ ان ۱

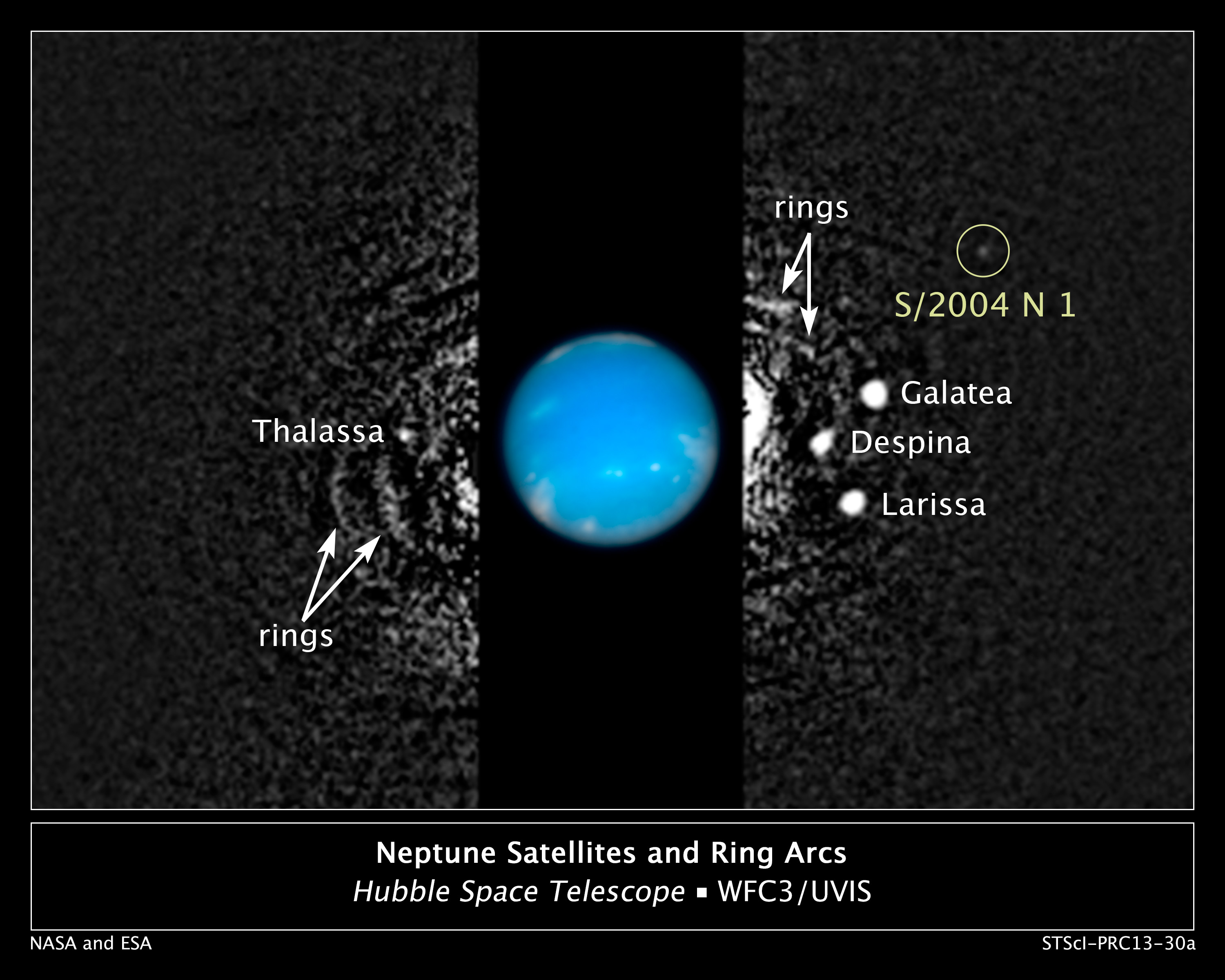
اس/۲۰۰۴ ان ۱ بر روی یک عکس ترکیبی هابل.

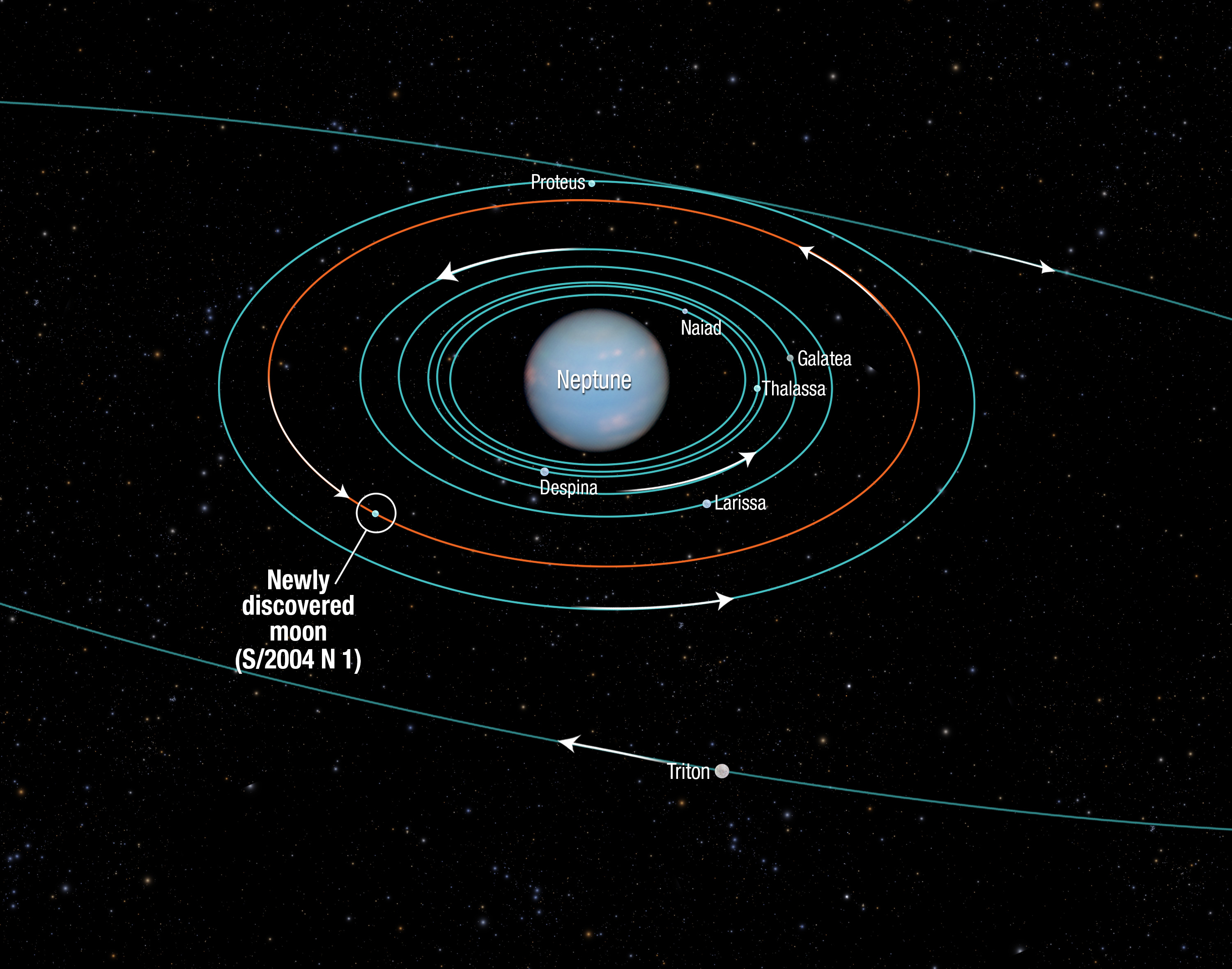
ماه‌های نپتون و مدارهایشان. مدار اس/۲۰۰۴ ان ۱ به رنگ قرمز نشان داده شده‌است.

اس/۲۰۰۴ ان ۱ (S/2004 N 1) ماه کوچکی از سیاره نپتون است که قطری تنها حدود ۱۸ کیلومتر دارد و در سال ۲۰۱۳ کشف شد. با کشف این ماه، تعداد قمرهای نپتون به چهارده رسید.
این ماه آن‌قدر کوچک و کم‌نور است که حتی فضاپیمای وویجر ۲ ناسا که در سال ۱۹۸۹ از کنار نپتون گذشت و سامانهٔ این سیاره و ماه‌ها و حلقه‌هایش را بررسی کرد هم آن را ندیده بود.
«مارک شوالتر» از مؤسسه ستی این ماه را در ژوئیه ۲۰۱۳ با واکاوی عکس‌های بایگانی‌شده نپتون که توسط تلسکوپ فضایی هابل گرفته شده بود کشف کرد.
هر بار گردش کامل اس/۲۰۰۴ ان ۱ بر گرد نپتون کمی کمتر از یک روز زمینی است.
دیگر ماه‌های نپتون از روی ایزدهای یونانی آب نامیده شده‌اند و اس/۲۰۰۴ ان ۱ نیز یک نام موقت است و این ماه قرار است به مروز زمان نام رسمی دیگری مربوط به ایزدان آب دریافت کند.